# Marco Solfrini
Marco Solfrini (Brescia, 1958. január 30. – Parma, 2018. március 24.) olimpiai ezüstérmes olasz kosárlabdázó.

## Pályafutása
1977 és 1981 között a Basket Brescia, 1981 és 1985 között a Virtus Roma, 1985 és 1987 között az APU Udine, 1987 és 1990 között a Fabriano Basket, 1990 és 1993 között a Mens Sana Basket kosárlabdázója volt. Az 1980-as moszkvai olimpián ezüstérmes lett az olasz válogatott tagjaként.

## Sikerei, díjai
- Olimpiai játékok
  - ezüstérmes: 1980, Moszkva